# Emmy Holz
Emmy Holz (auch Emmy Holts; * 10. Oktoberjul. / 23. Oktober 1902greg. in Tallinn, Gouvernement Estland; † 4. November 1923 in Spanien) war eine estnische Balletttänzerin.

## Leben
Emmy Holz machte ihre ersten Schritte im Ballettstudio von Sessy Smironina-Sevun und Eugenia Litvinova.
Sie gehörte 1918 neben Lilian Looring, Rahel Olbrei, Robert Rood und Sessy Smironina-Sevun zur ersten professionellen Balletttruppe des Theater- und Opernhauses Estonia in der estnischen Hauptstadt Tallinn. Von 1918 bis zu ihrem frühen Tod 1923 war sie im dortigen Ensemble fest engagiert.
Emmy Holz war eine der ersten Primaballerinas des Theaters. Vor allem in Opern und Operetten sowie in Tanzszenen bei Konzerten (Camille Saint-Saëns’ Der sterbende Schwan zur Musik des Cello-Solos aus dem Karneval der Tiere und Léon Minkus’ Orientalischer Tanz aus La Bayadère) trat sie auf. Bekannt wurde sie auch in der Rolle von Swanildas Freundin in Léo Delibes’ Ballett Coppélia, dem ersten im Estonia aufgeführten vollständigen Ballett im September 1922.
Emmy Holz wurde im November 1923 im Alter von 22 Jahren in Spanien ermordet.